# Viola langloisii
Viola langloisii är en violväxtart som beskrevs av Edward Lee Greene. Viola langloisii ingår i släktet violer, och familjen violväxter. Inga underarter finns listade i Catalogue of Life.